# Ruth Bastiaensen
Ruth Bastiaensen is een Vlaams actrice, vooral bekend van haar rol van Leen Van Den Bossche in de Vlaamse soapserie Familie.
De rol in Familie was haar eerste grote televisieopdracht. Ze gaf gestalte aan het personage Leen van september 2006 tot mei 2010, toen op eigen vraag uit tijdelijk uit de reeks werd geschreven. Bastiaensen was een opleiding theaterregie gestart in Amsterdam en kon dit onmogelijk met het opnameritme van de soap combineren. Uiteindelijk werd in onderling overleg besloten de samenwerking definitief stop te zetten. Ze maakte nog een comeback van eind november 2010 tot begin januari 2011. In 2013 keerde het personage terug, maar nu vertolkt door Cathérine Kools. Nu Kools zelf ook uit eigen vraag uit de reeks werd geschreven in 2017, staat Ruth er wel voor open om zelf terug te keren als Leen in de reeks als de makers het personage ooit willen laten terugkeren.

## Televisie
| Televisieserie  | jaren     | aflevering | rollen               |
| --------------- | --------- | ---------- | -------------------- |
| Familie         | 2006-2011 | -          | Leen Van Den Bossche |
| Binnenstebuiten | 2013      | Ward       | zwangere vrouw Sofie |
| De Kotmadam     | 2018      | Feestboek  | Inge Verstappen      |
| Albert II       | 2013      | -          | prinses Mathilde     |

## Theater
| productie                    | jaren                 |
| ---------------------------- | --------------------- |
| Leuke Mie                    | 2008-2009 / 2009-2010 |
| Davina sans compromis        | 2006-2007             |
| De Storm                     | 2004-2005             |
| Buphagidae                   | 2004-2005             |
| Creditcard called life: '16' | 2000-2001             |